# Wiesław Kubiś
Wiesław Kubiś – polski matematyk, profesor nauk matematycznych.

## Życiorys
W 1995 r. ukończył studia matematyczne na Uniwersytecie Śląskim w Katowicach, w 2000 r. obronił pracę doktorską pt. Abstrakcyjne struktury wypukłe w topologii i teorii mnogości, której promotorem był prof. Aleksander Błaszczyk. W 2007 r. habilitował się na podstawie pracy zatytułowanej Klasy przestrzeni zwartych generowane przez retrakcje. W 2018 r. uzyskał tytuł profesora nauk matematycznych.
Został pracownikiem naukowym Uniwersytetu Śląskiego w Katowicach, Uniwersytetu Kardynała Stefana Wyszyńskiego w Warszawie oraz Uniwersytetu Jana Kochanowskiego w Kielcach.